# Veteranbåtsmuseet i Västerås
Veteranbåtsmuseet i Västerås (tidigare Västerås fritidsbåtmuseum) var ett museum i Västerås mellan 2003 och 2017. Museet visade upp träbåtar och äldre fritidsbåtar samt en samling av inom- och utombordsmotorer.
I museet skannades också ritningar över fritidsbåtar. Museet drevs av Veteranbåtsföreningen (Museiföreningen Sveriges Fritidsbåtar). Ursprunget till  museet kom från Fjäderholmarna. Där etablerades Museiföreningen Sveriges Fritidsbåtar ca 1987. Museet drevs till 2003 då det flyttades till mer ändamålsenliga lokaler i Västerås. Föreningen Allmogebåtar (FAB) etablerade sin verksamhet cirka 1985 på Fjäderholmarna. FAB finns kvar på Fjäderholmarna 2019.
Veteranbåtsmuseet i Västerås var beläget granne med det avvecklade Västerås ångkraftverk, som dels innehåller Sveriges första actionbad: Kokpunkten som öppnades 2014 och the Steam Hotel som öppnades augusti 2017.